# دان غارغان
دان غارغان (بالإنجليزية: Dan Gargan)‏ (14 ديسمبر 1982 بفيلادلفيا في الولايات المتحدة - ) هو لاعب كرة قدم أمريكي في مركز الدفاع. لعب مع سان خوسيه إيرثكويكس وشيكاغو فاير وكولورادو رابيدز ولوس أنجلوس غلاكسي ونادي تورونتو ونادي شيفاز يو إس أي وPuerto Rico Islanders ‏ وChesapeake Dragons ‏.

## وصلات خارجية
- دان غارغان على موقع الدوري الأمريكي (الإنجليزية)
- دان غارغان على موقع قاعدة بيانات كرة القدم.إي يو (الإنجليزية)
- دان غارغان على موقع AS.com (الإسبانية)